# Маебур
Маебур (фр. Mahébourg) — місто на південному сході острова Маврикій, округ Гранд-Порт.

## Клімат
Місто знаходиться у зоні, котра характеризується мусонним кліматом. Найтепліший місяць — січень із середньою температурою 26.1 °C (79 °F). Найхолодніший місяць — липень, із середньою температурою 21.1 °С (70 °F).
| Клімат Маебура          | Клімат Маебура | Клімат Маебура | Клімат Маебура | Клімат Маебура | Клімат Маебура | Клімат Маебура | Клімат Маебура | Клімат Маебура | Клімат Маебура | Клімат Маебура | Клімат Маебура | Клімат Маебура | Клімат Маебура |
| Показник                | Січ.           | Лют.           | Бер.           | Квіт.          | Трав.          | Черв.          | Лип.           | Серп.          | Вер.           | Жовт.          | Лист.          | Груд.          | Рік            |
| Середній максимум, °C   | 28,9           | 28,9           | 28,9           | 27,8           | 26,1           | 23,9           | 23,9           | 23,9           | 25             | 26,1           | 27,2           | 27,8           | 26,5           |
| Середня температура, °C | 26,1           | 26,1           | 26,1           | 25             | 22,8           | 21,7           | 21,1           | 21,1           | 22,2           | 22,8           | 23,9           | 25             | 23,7           |
| Середній мінімум, °C    | 22,8           | 22,8           | 22,8           | 22,2           | 20             | 18,9           | 17,8           | 17,8           | 18,9           | 20             | 21,1           | 22,2           | 20,6           |
| Норма опадів, мм        | 200            | 230            | 160            | 230            | 90             | 100            | 70             | 70             | 60             | 40             | 60             | 130            | 1440           |
| Днів з опадами          | 19             | 18             | 19             | 19             | 18             | 18             | 20             | 19             | 16             | 14             | 11             | 15             | 206            |
| Вологість повітря, %    | 85             | 85             | 85             | 85             | 80             | 80             | 80             | 80             | 80             | 75             | 80             | 80             | 81.3           |
| ----------------------- | -------------- | -------------- | -------------- | -------------- | -------------- | -------------- | -------------- | -------------- | -------------- | -------------- | -------------- | -------------- | -------------- |
| Джерело: Weatherbase    |                |                |                |                |                |                |                |                |                |                |                |                |                |